# Aria (azienda)
Aria S.p.A. (precedentemente AriADSL S.p.A.) è stata un'azienda italiana che operava nel settore delle telecomunicazioni.

## Storia
Fondata nel 2005 come AriADSL a San Martino in Campo, in provincia di Perugia, dagli imprenditori Alessandro Frizzoni, Alessandro Ronchi, Flavio Ubaldi e Mirco Mirri, fin dalla sua costituzione si specializza come piccolo operatore specializzato nel fornire connettività in banda larga mediante rete HIPERLAN ai clienti locali, impossibilitati ad accedere a servizi di internet veloce attraverso la rete degli operatori tradizionali, nelle aree in cui vi è scarsa copertura.
Dopo soli tre anni di attività, l'azienda cresce, e il 75% delle sue quote vengono rilevate dalla statunitense Gilo Ventures, di proprietà dell'uomo d'affari israeliano David Gilo, mentre il rimanente 25% viene rilevato dalla britannica Elq Investors, l'americana Goldman Sachs Investment Partners Holdings Offshore - quest'ultima società di investimenti che fa capo alla banca d'affari Goldman Sachs - e la russa Icon Private Equity, e diviene Aria.
Nel 2008, Aria vince l'asta con cui il dipartimento Comunicazioni del Ministero dello Sviluppo Economico, liberalizza le frequenze WiMAX, precedentemente riservate a uso militare. Aria si aggiudica - unico provider italiano - la licenza per offrire servizi di telecomunicazione (Internet e telefonia) in modalità WiMAX sull'intero territorio nazionale. Nell'operazione, Aria effettua un investimento di 47 milioni di euro. La copertura delle frequenze WiMAX di Aria, inizialmente limitata a soli 21 comuni dell'Umbria, si estende gradualmente a tutto il territorio nazionale a seguito di accordo siglato con Telecom Italia nel 2009.
Nel 2010, il presidente Gilo, divenuto azionista di minoranza in favore di GS e Icon,  e l'amministratore delegato Mario Citelli, si dimettono dalle rispettive cariche, a causa di contrasti con i soci. Per l'azienda umbra ha così inizio un periodo di crisi, e nel 2011 nel suo azionariato fa ingresso la società di investimento russa ICT Group, che rileva il 28,6% delle quote.
Nel 2015, avviene la fusione tra Aria e Tiscali Italia di Renato Soru, che dà origine ad un nuovo gruppo aziendale di telecomunicazioni, Tiscali, in cui Aria possiede una partecipazione del 40,81%. A seguito di questa operazione, nel 2017 le frequenze WiMAX di Aria vengono dismesse in favore della tecnologia di comunicazione 4G di Tiscali di tipo LTE.

## Generalità e dati
Aria contava oltre 30.000 clienti e il suo segnale copriva 300 comuni in 8 regioni italiane. Dal 2011 la sede legale della società si trovava a Milano; al 2015 contava 135 dipendenti e realizzava un fatturato di 19,2 milioni di euro.